# Moselle Open 2017
Moselle Open 2017 — тенісний турнір, що проходив на кортах з твердим покриттям у місті Мец, Франція з 18 вересня. Належав до категорії ATP World Tour 250.

## Фінальна частина

### Одиночний розряд
Петер Гойовчик —  Бенуа Пер 7–5, 6–2

### Парний розряд
Жульєн Беннето /  Едуар Роже-Васслен —  Веслі Колгоф /  Артем Сітак 7–5, 6–3